# Schizocosa pilipes
Schizocosa pilipes är en spindelart som först beskrevs av Karsch 1879.  Schizocosa pilipes ingår i släktet Schizocosa och familjen vargspindlar. Inga underarter finns listade i Catalogue of Life.